# 2461 Clavel
2461 Clavel (1981 EC1) là một tiểu hành tinh vành đai chính được phát hiện ngày 5 tháng 3 năm 1981 bởi Debehogne, H. ở La Silla.